# Nécropole nationale de Cambronne-lès-Ribécourt
La nécropole nationale de Cambronne-lès-Ribécourt est un cimetière militaire français de la Première Guerre mondiale et de la Seconde Guerre mondiale, situé sur le territoire de la commune de Cambronne-lès-Ribécourt dans le département de l'Oise. La nécropole nationale est située en bordure de la N 32, entre Ribécourt et Compiègne.

## Historique
Cette nécropole a été créée en 1950. De 1950 à 1970 ont été inhumés les corps de soldats de la Seconde Guerre mondiale exhumés dans les départements de l'Eure, de l'Oise, de la Somme et de la Seine-Maritime. De 1972 à 1974, ont été regroupés ici les dépouilles de soldats de la Première Guerre mondiale exhumés de carrés militaires communaux de des quatre départements.

## Caractéristiques
La nécropole de près d'1 ha rassemble 2 237 tombes : 126 de la Première Guerre mondiale, alignées au fond du cimetière et 2 111 soldats et résistants de la Seconde Guerre mondiale dont un Espagnol, trois Polonais et un Roumain. Leurs les tombes sont disposées en arc de cercle.